# Championnat du Luxembourg de football 1993-1994
Navigation
Saison précédente Saison suivante
La saison 1993-1994 du Championnat du Luxembourg de football est la 80e édition du championnat de première division au Luxembourg. Les dix meilleurs clubs du pays se retrouvent au sein d'une poule unique, la Division Nationale, où ils s'affrontent deux fois, à domicile et à l'extérieur. À l'issue de cette première phase, les six premiers jouent la poule pour le titre. En bas de classement, les quatre derniers disputent une poule de promotion-relégation avec les huit meilleurs clubs de Promotion d'Honneur, la deuxième division luxembourgeoise. Afin de permettre le passage du championnat de dix à douze équipes, il y aura six équipes qualifiées par le biais des poules de promotion-relégation au lieu de quatre.
C'est le club de l'Avenir Beggen, tenant du titre, qui remporte la compétition en terminant en tête de la poule finale du championnat, avec 3,5 points d'avance sur le CS Grevenmacher et 4,5 sur l'Union Luxembourg. C'est le 6e titre de l'histoire du club, qui réussit même le doublé en battant comme la saison passée le F91 Dudelange, en finale de la Coupe du Luxembourg.

## Les 10 clubs participants
| - CA Spora Luxembourg - F91 Dudelange - CS Pétange - Promu de Promotion d'Honneur - Fola Esch - CS Grevenmacher | - Union Luxembourg - AS La Jeunesse d'Esch - Avenir Beggen - Red Boys Differdange - Aris Bonnevoie |

## Compétition

### Première phase
Le barème utilisé pour établir le classement est le suivant :
- Victoire : 2 points
- Match nul : 1 point
- Défaite : 0 point

| Rang | Équipe               | Pts | J  | G  | N | P  | Bp | Bc | Diff |
| ---- | -------------------- | --- | -- | -- | - | -- | -- | -- | ---- |
| 1    | Avenir Beggen (T)    | 27  | 18 | 12 | 3 | 3  | 48 | 20 | +28  |
| 2    | CS Grevenmacher      | 26  | 18 | 11 | 4 | 3  | 34 | 15 | +19  |
| 3    | Jeunesse d'Esch      | 24  | 18 | 8  | 8 | 2  | 21 | 9  | +12  |
| 4    | Union Luxembourg     | 22  | 18 | 10 | 2 | 6  | 27 | 22 | +5   |
| 5    | F91 Dudelange        | 19  | 18 | 7  | 5 | 6  | 34 | 28 | +6   |
| 6    | Aris Bonnevoie       | 15  | 18 | 4  | 7 | 7  | 19 | 25 | -6   |
| 7    | CS Pétange (P)       | 14  | 18 | 4  | 6 | 8  | 32 | 37 | -5   |
| 8    | Fola Esch            | 13  | 18 | 3  | 7 | 8  | 20 | 33 | -13  |
| 9    | CA Spora Luxembourg  | 12  | 18 | 5  | 2 | 11 | 20 | 38 | -18  |
| 10   | Red Boys Differdange | 8   | 18 | 2  | 4 | 12 | 24 | 52 | -28  |

|  | Qualification pour la poule pour le titre            |
|  | Participation à la poule de promotion-relégation     |
|  | (T) Tenant du titre (P) : Promu de deuxième division |

### Seconde phase

#### Poule pour le titre
Les 6 équipes démarrent la seconde phase avec la moitié des points acquis lors de la première phase.
| Rang | Équipe                | Pts  | J  | G | N | P | Bp | Bc | Diff |
| ---- | --------------------- | ---- | -- | - | - | - | -- | -- | ---- |
| 1    | Avenir Beggen (T) (C) | 28,5 | 10 | 7 | 1 | 2 | 28 | 12 | +16  |
| 2    | CS Grevenmacher       | 24   | 10 | 5 | 1 | 4 | 12 | 13 | -1   |
| 3    | Union Luxembourg      | 23   | 10 | 5 | 2 | 3 | 12 | 12 | 0    |
| 4    | Jeunesse d'Esch       | 18   | 10 | 2 | 2 | 6 | 13 | 15 | -2   |
| 5    | Aris Bonnevoie        | 16,5 | 10 | 4 | 1 | 5 | 12 | 17 | -5   |
| 6    | F91 Dudelange         | 16,5 | 10 | 3 | 1 | 6 | 14 | 22 | -8   |

|  | Qualification pour la Ligue des champions 1994-1995                                          |
|  | Qualification pour la Coupe des Coupes 1994-1995                                             |
|  | Qualification pour la Coupe UEFA 1994-1995                                                   |
|  | (T) Tenant du titre (C) Vainqueur de la Coupe du Luxembourg (P) : Promu de deuxième division |

#### Phase de promotion-relégation
Les clubs de Promotion d'Honneur sont indiqués en italique. Pour permettre le passage du championnat de 10 à 12 clubs, les 3 premiers de chaque poule participeront à la Division Nationale la saison prochaine.